# Jungiella parvula
Jungiella parvula är en tvåvingeart som först beskrevs av Vaillant 1960.  Jungiella parvula ingår i släktet Jungiella och familjen fjärilsmyggor. Inga underarter finns listade i Catalogue of Life.